# Thompsonia dofleini
Thompsonia dofleini är en kräftdjursart. Thompsonia dofleini ingår i släktet Thompsonia och familjen Thompsoniidae. Inga underarter finns listade i Catalogue of Life.